# Avram Iancu (Alba)
Avram Iancu (Alba) é uma comuna romena localizada no distrito de Alba, na região histórica da Transilvânia. A comuna possui uma área de 97.19 km² e sua população era de 1772 habitantes segundo o censo de 2007.